# Залесье (Старосинявский район)
Залесье (укр. Залісся) — село в Старосинявском районе Хмельницкой области Украины.
До 1947 г — Спиченцы (Шпиченцы)
Население по переписи 2001 года составляло 721 человек. Почтовый индекс — 31431. Телефонный код — 3850. Занимает площадь 3,791 км². Код КОАТУУ — 6824481501.

## Местный совет
31431, Хмельницкая обл., Старосинявский р-н, с. Залесье